# Wellbeing Budget
Unter einem Wellbeing Budget (deutsch Wohlfahrtshaushalt) versteht man ein Budget im öffentlichen Haushalt, das zur Messung der Performance eines Wohlfahrtsstaates nicht nur finanzielle Indikatoren wie das Bruttoinlandprodukt (BIP) verwendet, sondern auch ökologische und soziale. Somit berücksichtigt das Wellbeing Budget auch das Wohlbefinden und die Lebensqualität der Bevölkerung.

## Hintergrund
Bei der Entstehung der Metrik des BIP in der ersten Hälfte des 20. Jahrhunderts wies der Ökonom Simon Kuznets, der an der Entwicklung der Metrik beteiligt war, darauf hin, dass das BIP in erster Linie dazu geeignet sei, wirtschaftliches Wachstum zu messen. Das BIP dürfe jedoch nicht mit gesellschaftlichem Wohlbefinden gleichgesetzt werden, da es weder Einkommensungleichheiten noch soziale oder ökologische Kosten des Wachstums berücksichtige.
In Anerkennung der Unzulänglichkeit des BIP, ist eine Bewegung zur Entwicklung eines Maßes des gesellschaftlichen Wohlstands, das über das BIP hinausgeht, entstanden. Dieses Maß soll die Lebensqualität einer Gesellschaft umfassender darstellen. Diese Bewegung erhielt prominente Unterstützung durch die Stiglitz-Sen-Fitoussi-Kommission, welche 2008 durch den französischen Präsidenten Nicolas Sarkozy eingesetzt wurde. Diese Expertenkommission unterbreitete Sarkozy 2009 einen Bericht, der zwölf Empfehlungen zur Messung des Wohlstandes unter Berücksichtigung von ökonomischen, sozialen und ökologischen Faktoren beinhaltete.
Seit 2011 wurden diese Überlegungen unter der Ägide der OECD zu einem Framework weiterentwickelt. Inzwischen rapportiert die OECD im Rahmen ihrer „Better Life Initiative“ regelmäßig Daten zum gesellschaftlichen Wohlbefinden, die durch den Better Life Index zusammengefasst werden. In einem 2018 erschienenen Bericht mit dem Titel „Beyond GDP“ beleuchtete die OECD die Fortschritte, die in den letzten zehn Jahren bei der Erhebung von Daten zum gesellschaftlichen Wohlbefinden und deren Nutzung durch politische Entscheidungsträger erzielt wurden. Ein 2019 erschienener OECD-Bericht mit dem Titel „Accelerating Climate Action“ befasst sich mit der Frage, wie Klimaschutzmaßnahmen beschleunigt werden können, indem das gesellschaftliche Wohlergehen systematisch in den Mittelpunkt der politischen Entscheidungsprozesse gestellt wird. Ein Ansatz ist die CO2-Besteuerung, wie sie in einem Report der „High level comission on carbon price“ unter der Leitung von Joseph Stiglitz und Nicholas Stern zuhanden der Weltbank beschrieben wurde.

## Abgrenzung
Im Unterschied zur Verwendung einzelner Wohlstandsindikatoren wie Arbeitsplätze, Einkommen, Bildungsabschlüsse oder Gesundheit, welchen in der Politik bereits individuell Rechnung getragen wird, integriert ein Wellbeing Budget solche Indikatoren in einem gesamtheitlichen Konzept. Dieser Ansatz hat den Vorteil, dass das Budget über verschiedene Bereiche der Regierung hinweg strategisch ausgerichtet werden kann. Das Risiko wird somit reduziert, dass Regierungsbehörden nur Bereiche berücksichtigen, für die sie direkt verantwortlich sind. Durch ein gesamtheitliches Konzept der zu berücksichtigenden Ziele kann die Kooperation, Konsistenz und Kohärenz zwischen den Regierungsbehörden gefördert werden. Dieses Framework soll idealerweise Planungssicherheit bezüglich künftiger Entwicklungen ermöglichen. Zusätzlich erlaubt das Framework den Regierungen zu prüfen, ob der heutige Wohlstand auf Kosten des Wohlstandes von künftigen Generationen erzielt wird. Ein weiterer wichtiger Aspekt des Wellbeing Budgets ist die Wirkungsmessung der zur Zielerreichung eingesetzten Maßnahmen. So soll ein Prozess mit Feedbackschleifen, Politikanpassung und -verfeinerung entwickelt werden, bei dem die Maßnahmen laufend angepasst werden, um der Zielerreichung näher zu kommen. Schließlich soll ein Wellbeing Budget Gegenstand einer fortwährenden öffentlichen Debatte sein. Der Einbezug aller Beteiligter und Betroffener – wie der Zivilgesellschaft, der Unternehmen und der politischen Entscheidungsträger – soll es ermöglichen, einen breit abgestützten Konsens darüber zu finden, welche Ziele sich eine Gesellschaft setzt.

## Mechanismen
Die Bereitstellung von detaillierten Informationen über die einbezogenen Indikatoren ist ein erster Schritt in Richtung der Verbesserung des gesamtgesellschaftlichen Wohlbefindens. In einem weiteren Schritt müssen formelle Mechanismen entwickelt werden, um sicherzustellen, dass die Indikatoren in die politischen Prozesse integriert werden. Mehrere OECD-Länder haben bereits entsprechende Maßnahmen getroffen. Während in einigen Ländern wie z. B. Frankreich, Italien und Schweden, die Indikatoren zunächst bei der Festlegung der politischen Agenda relevant sind, werden sie in anderen Ländern wie z. B. Neuseeland oder Ecuador zusätzlich bei der Politikgestaltung eingesetzt. In einigen Fällen ist die Entwicklung einer Wohlfahrtspolitik bei der Legislative angesiedelt, in anderen Fällen ist die Exekutive dafür zuständig. Letzteres ist z. B. in Neuseeland der Fall, wo das Finanzministerium für das Wellbeing Budget verantwortlich ist.

## Herausforderungen
Als Herausforderungen bei der Umsetzung des Wellbeing Budgets gelten zum Beispiel mangelnder Konsens bei der Auswahl der Indikatoren oder institutioneller Widerstand gegen Veränderungen. Eine schlechte Kommunikation mit relevanten Interessengruppen und strukturelle Barrieren könnten die Integration behindern. Zudem ist der Nachweis der Wirkung der Indikatoren methodisch schwer zu bewerkstelligen, da die optimalen Versuchsbedingungen für die Ermittlung von Ursache und Wirkung oftmals nicht herzustellen sind. Falls diese herstellbar sind, kosten diese häufig große zeitliche und finanzielle Ressourcen.

## Beispiele
Verschiedene Länder haben sich der „Better Lifes Initiative“ der OECD angeschlossen und begonnen, das gesellschaftliche Wohlbefinden systematisch zu messen. Dazu gehören Australien, Belgien, Deutschland, Ecuador, Finnland, Israel, Italien, Japan, Luxemburg, die Niederlande, Österreich, Schottland, Slowenien, das Vereinigte Königreich und Wales. Allerdings befinden sich diese Länder in  unterschiedlichen Entwicklungsstadien eines Wellbeing Budgets. Mehrere Länder, darunter Deutschland, Frankreich, Israel, Italien, Neuseeland und das Vereinigte Königreich, haben für die Entwicklung ihrer Wohlfahrtsindikatoren öffentliche Konsultationen durchgeführt, bei welchen die Bevölkerung einbezogen wurde. Schweden hat ein Konzept entwickelt, dass sich an der Agenda 2030 der UNO orientiert.

### Neuseeland

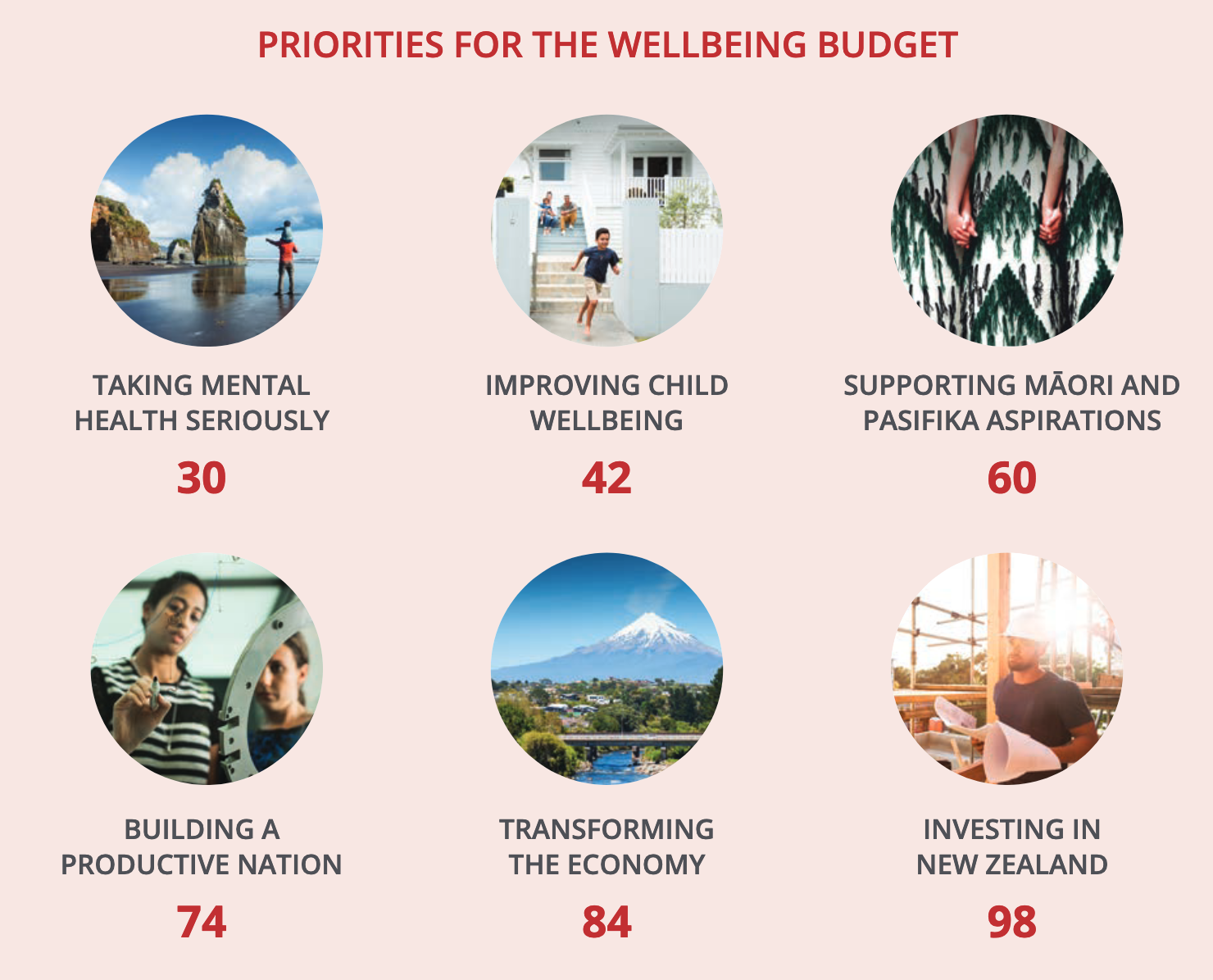
Prioritäten des Neuseeländischen Wellbeing Budgets 2019

Die Regierung von Neuseeland unter Vorsitz von Jacinda Ardern präsentierte im Mai 2019 das weltweit erste Wellbeing Budget. Dieses wurde bereits unter dem früheren Sekretär des Finanzministeriums, John Whitehead, vorbereitet und basiert auf der Idee, dass komplexe Probleme wie Kinderarmut, Ungleichheit und Klimawandel nur gelöst werden können, wenn man über das Wirtschaftswachstum hinausblickt und soziale und ökologische Auswirkungen der wirtschaftlichen Aktivitäten berücksichtigt. Folgende Prozesse wurden in den Budgetprozess integriert Maßnahmen erreicht: 1. Behördenübergreifende Arbeit zur Bewertung, Entwicklung und Umsetzung von Richtlinien zur Verbesserung des Wohlbefindens. 2. Fokussierung auf Faktoren, die den Bedürfnissen der heutigen Generationen entsprechen, während gleichzeitig die langfristigen Auswirkungen auf zukünftige Generationen berücksichtigt werden. 3. Verfolgung der Fortschritte anhand von umfassenderen Messinstrumenten; berücksichtigt werden die Gesundheit der Finanzen, der natürlichen Ressourcen und der Menschen. Mit dem Budget 2019 wurden folgende Schwerpunkte gesetzt: 1. Psychische Gesundheit, 2. Wellbeing von Kindern, 3. Verbesserung der Perspektiven der Māori- und Pasifika-Gemeinschaften, 4. Verbesserung der Produktivität durch digitale, soziale und ökonomische Innovationen, 5. Übergang zu einer nachhaltigen und emissionsarmen Wirtschaft, 6. Investitionen in Neuseeland.

### Schweden
In Schweden wurde 2016 vom Statistischen Amt ein Bericht mit möglichen Wellbeing-Indikatoren erarbeitet. Seit 2017 ein Budget im Einsatz, das 15 Wellbeing-Indikatoren umfasst, die mit der Agenda 2030 der UNO in Zusammenhang stehen. Das Budget beinhaltet folgende fünf ökonomische Indikatoren: BIP pro Kopf, Beschäftigungsquote, Arbeitslosigkeit, Verschuldung der Haushalte, Staatsschuldenquote. Zudem beinhaltet es folgende fünf ökologische Indikatoren: Luftqualität, Wasserqualität, Naturschutz (Nationalparks und Naturschutzgebiete), Belastung durch Chemikalien, Treibhausgasemissionen. Schließlich beinhaltet es folgende fünf sozialen Indikatoren: Armutsquote, Selbsteingeschätzer allgemeiner Gesundheitszustand, Bildungsgrad, zwischenmenschliches Vertrauen, Lebenszufriedenheit.
Die Entwicklung dieses Budgets ist ein Signal der schwedischen Regierung an die Behörden, die Indikatoren in die Schlüsselprozesse der Politikgestaltung aufzunehmen. Die Indikatoren werden insbesondere durch folgende Maßnahmen integriert: 1. Überwachung der sozialen, ökologischen und ökonomischen Entwicklung, 2. Datengrundlagen bieten für politische Entscheidungen, 3. Evaluation von Reformen, 4. Ergänzende Leistungsindikatoren des jährlichen Budgets. Diese Maßnahmen erlauben es, den Budgetprozess an den Ergebnissen dieser 15 Indikatoren aus dem Vorjahr auszurichten und falls gewünscht Budgetanpassungen vorzunehmen.

### Island
Im Dezember 2019 kündigte die Regierung Islands an, ein neues Konzept der Wohlfahrtsmessung einführen zu wollen. Die Premierministerin Islands, Katrin Jakobsdottir, fordert, dass neben bisherigen Indikatoren für Wachstum und Wohlstand wie dem Bruttoinlandprodukt auch soziale Kennzahlen berücksichtigt werden. Laut Jakobsdottir ist die Umweltzerstörung ein Schlüsselfaktor, der Island dazu veranlasst, neue Indikatoren in seine Haushaltsplanung aufzunehmen.